# Luwsangijn Erchemdżamc
Luwsangijn Erchemdżamc (mong. Лувсангийн Эрхэмжамц; ur. 18 stycznia 1943) – mongolski kolarz szosowy, olimpijczyk. 
Brał udział w igrzyskach olimpijskich w 1964 roku (Tokio). Startował w dwóch konkurencjach. Jazdę indywidualną zakończył na 85. miejscu (wyprzedził ponad 20 sklasyfikowanych kolarzy), a w drużynowym wyścigu na 100 kilometrów wraz z kolegami zajął 23. miejsce wśród 32 zespołów. Osiągnęli oni wynik 2-48:55,57 (skład  ekipy – Jandżingijn Baatar, Luwsangijn Erchemdżamc, Luwsangijn Buudaj, Czojdżildżawyn Samand). 
Uczestniczył w Wyścigu Pokoju 1967, w którym zajął 67. miejsce.